# Cayuse
Cayuse az Amerikai Egyesült Államok Oregon államának Umatilla megyéjében elhelyezkedő statisztikai település, a Pendleton–Hermiston mikrostatisztikai körzet része. A 2020. évi népszámláláskor 66 lakosa volt.
Nevét a kajúz indiánokról kapta. A posta 1867 és 2002 között működött.

## Népesség
| Lakosok száma | 59   | 68   | 66   |
|               | 2000 | 2010 | 2020 |

## Fordítás
- Ez a szócikk részben vagy egészben  a   Cayuse, Oregon című angol Wikipédia-szócikk ezen változatának fordításán alapul.  Az eredeti cikk szerkesztőit annak laptörténete sorolja fel. Ez a jelzés csupán a megfogalmazás eredetét és a szerzői jogokat jelzi, nem szolgál a cikkben szereplő információk forrásmegjelöléseként.